# Frente Unitario de los Trabajadores
El Frente Unitario de Trabajadores (FUT) es un organismo organizador central de las principales centrales sindicales del Ecuador.
En 1973, la FUT se formó mediante la unificación de la Confederación Ecuatoriana de Organizaciones Clasistas Unitarias de Trabajadores (CEDOCUT), la Confederación Ecuatoriana de Organizaciones Sindicales Libres (CEOSL), la Confederación de Trabajadores del Ecuador (CTE), Unión General de Trabajadores de Ecuador (UGTE), Federación Ecuatoriana de Trabajadores Municipales y Provinciales (FETMYP), Unión Nacional de Educadores (UNE) y Federación Nacional de Obreros de los Gobiernos Provinciales del Ecuador (FENOGOPRE).
El primer presidente de la FUT fue Jorge Cuisana.

## Historia
En 1971 gobernaba por quinta vez en Ecuador, José María Velasco Ibarra. El 22 de junio de 1970 este caudillo se había declarado, nuevamente, dictador. Las principales organizaciones sociales enfrentaban la brutal represión de Velasco haciendo alianzas y tomando las calles:
“El Primero de Mayo de 1971, por primera vez, desfilan en forma conjunta la CTE y la CEDOC, junto con las otras organizaciones sectoriales que las acompañaban (Servidores Públicos, Contadores, Jubilados, Fuerza Pública Pasiva, CESBANDOR - Entidades Semipúblicas y Bancarias).”
Estas son las organizaciones que bajo el nombre de FUT toman las calles en un primer intento de Huelga Nacional Unitaria (Huelga 0) el 28 y 29 de julio de 1971 en rechazo a la dictadura y a sus medidas económicas que habían sumido en una fuerte crisis a la sociedad ecuatoriana. Pese a que la CEOSL se excluye solamente días antes de la movilización y la UNE cesa sus paros provinciales, el FUT se conforma como un espacio de deliberación y toma de acuerdos para las centrales sindicales del Ecuador.